# Karlswarte
Die Karlswarte ist eine Warte mit Blick auf Kirchberg an der Pielach.
Die Karlswarte ist über das Soistal erreichbar und liegt auf 600 m Seehöhe. Sie wurde 1931 mit finanzieller Unterstützung durch Karl Kuhlemann, nach dem dann die Warte benannt wurde, errichtet. Nach 1945 verfiel die Warte. In den 1990er-Jahren wurde die Warte von der Bergrettung wieder aufgebaut und 1998 neu eröffnet.